# バルトマンスヴァイラー
バルトマンスヴァイラー (ドイツ語: Baltmannsweiler) は、ドイツ連邦共和国バーデン＝ヴュルテンベルク州シュトゥットガルト行政管区のエスリンゲン郡に属す町村（以下、本項では便宜上「町」と記述する）である。この町はシュトゥットガルト地方（1992年まではミッテレラー・ネッカー地方）およびシュトゥットガルト大都市圏に属す。

## 地理

### 位置
森の豊かなバルトマンスヴァイラーの町域はシュールヴァルトの海抜約 290 m から 465 m に位置している。同名の地区の中心部は、プロヒンゲンから北東に直線距離で約 4.5 km、郡庁所在地であるエスリンゲン・アム・ネッカーの中心部からは東に約 10 km の距離にある。この町の2つの地区は山の尾根に造られた開墾地にある。町の東端のライヘンバッハ川、南西端のリュッツェンバッハ川がフィルス川に向かって流れ、西と北西にはレムス川の支流シュヴァイツァーバッハ川の上流が流れている。

### 隣接する市町村
この町は、北西はヴァインシュタット、北から北東にかけてヴィンターバッハ（ともにレムス＝ムル郡）、東はリヒテンヴァルト、南はライヒェンバッハ・アン・デア・フィルス、南西はプロヒンゲン、西は（短い区間だけ）郡庁所在地エスリンゲン・アム・ネッカーおよびアイヒヴァルトと境を接している。後者5市町村はいずれも、この町と同じエスリンゲン郡に属している。

### 自治体の構成
バルトマンスヴァイラーは、バルトマンスヴァイラー地区とホーエンゲーレン地区の2地区からなる。それぞれ同名の集落が地区の中心をなしている。地区の領域は、かつての独立していた同名の町村と同じである。ホーエンゲーレン地区の公式名称は、バルトマンスヴァイラー＝ホーエンゲーレンである。バルトマンスヴァイラー地区には、バルツシュミート、ホルダーマンスホーフシュタット、オーバーヴァイラー、シュタインバッハの集落がある。ホーエンゲーレン地区には、ブルク、ボルゲンハルト、ホルデシュタイニンゲン、カッツェンローエ、シュタインバッハ、ヴィッツリングスヴァイラー、カッツェンバッハホーフの集落がある。

### 土地利用
2020年現在のこの町の用途別土地面積および占有率は以下の通りである。
| 用途         | 面積 (ha) | 占有率 (%) |
| ------------ | --------- | ---------- |
| 住宅用地     | 77        | 4.2        |
| 商工業用地   | 11        | 0.6        |
| レジャー用地 | 11        | 0.6        |
| 交通用地     | 57        | 3.1        |
| 農業用地     | 424       | 22.8       |
| 森林         | 1,259     | 67.9       |
| 水域         | 4         | 0.2        |
| その他       | 12        | 0.6        |
| 合計         | 1,855     | 100.0      |

## 歴史

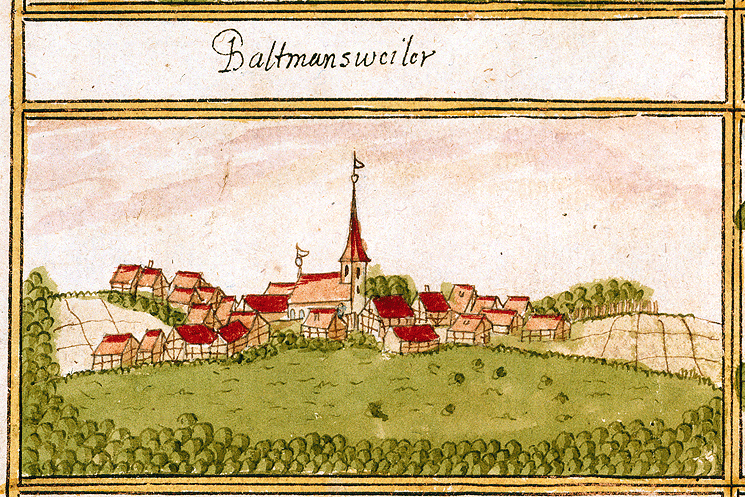
バルトマンスヴァイラー（1685年）

### バルトマンスヴァイラー
バルトマンスヴァイラーは1299年に初めて文献に記録されている。この集落は初めツェーリンゲン家に属し、その後ヴュルテンベルク領となった。ここは1381年からアムト・ショルンドルフ（後にオーバーアムト・ショルンドルフ）の管轄下にあった。オーバーアムト・ショルンドルフへの帰属は、1806年にヴュルテンベルク王国が成立し新たな行政機構が組織された後も引き続き維持された。ナチ時代のヴュルテンベルクの郡域再編によりバルトマンスヴァイラーは1938年からエスリンゲン郡に編入された。この集落は1945年にアメリカ管理地区の一部となり、新たに創設されたヴュルテンベルク＝バーデン州に組み込まれた。この州は1952年に現在のバーデン＝ヴュルテンベルク州となった。この村で生まれた地元の住民は、この村を「バルトモーレ」と呼ぶ。

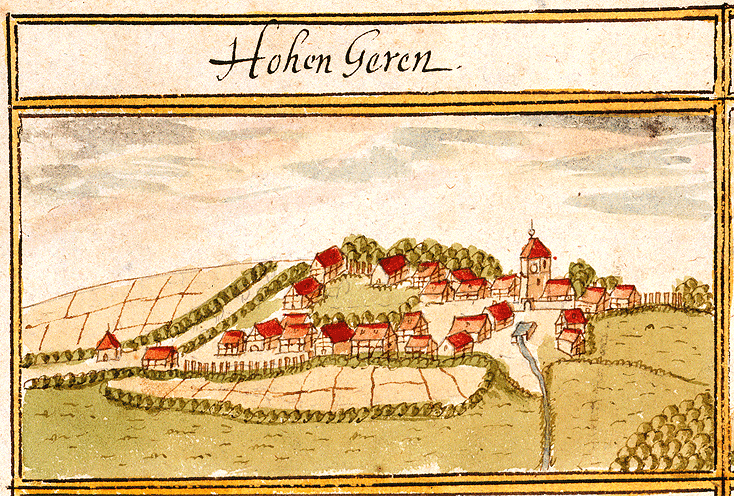
ホーエンゲーレン（1685年）

### ホーエンゲーレン
ホーエンゲーレンは、バルトマンスヴァイラーより以前、1275年に文献に記録されている。領邦・領域への帰属はバルトマンスヴァイラーと同じである。

### 町村合併
現在の自治体ヴァルトマンスヴァイラーは、1975年1月1日にバーデン＝ヴュルテンベルク州の地域再編の一環として、それまで独立した町村であったバルトマンスヴァイラーとその北側に位置するホーエンゲーレンとが合併して成立した。

## 住民

### 人口推移
| 年   | 人口（人）* |
| ---- | ----------- |
| 1871 | 1,310       |
| 1880 | 1,335       |
| 1890 | 1,191       |
| 1900 | 1,171       |
| 1910 | 1,184       |
| 1925 | 1,230       |
| 1933 | 1,274       |

| 年   | 人口（人）* |
| ---- | ----------- |
| 1939 | 1,333       |
| 1950 | 1,963       |
| 1961 | 2,688       |
| 1970 | 3,944       |
| 1975 | 4,599       |
| 1980 | 5,143       |
| 1985 | 5,206       |

| 年   | 人口（人）* |
| ---- | ----------- |
| 1990 | 5,307       |
| 1995 | 5,425       |
| 2000 | 5,520       |
| 2005 | 5,552       |
| 2010 | 5,554       |
| 2015 | 5,646       |
| 2020 | 5,753       |

- バーデン＝ヴュルテンベルク州統計局による。1970年までは人口調査の結果、1975年以降は12月31日時点での研究結果の値。

### 宗教
Zensus2011によれば、この町の住民の 1,120人 (20.0 %) がローマ＝カトリック、2,808人 (50.1 %) が福音主義を信仰しており、1,671人 (29.8 %) がその他の宗教を信仰するか無宗教であった。

## 行政

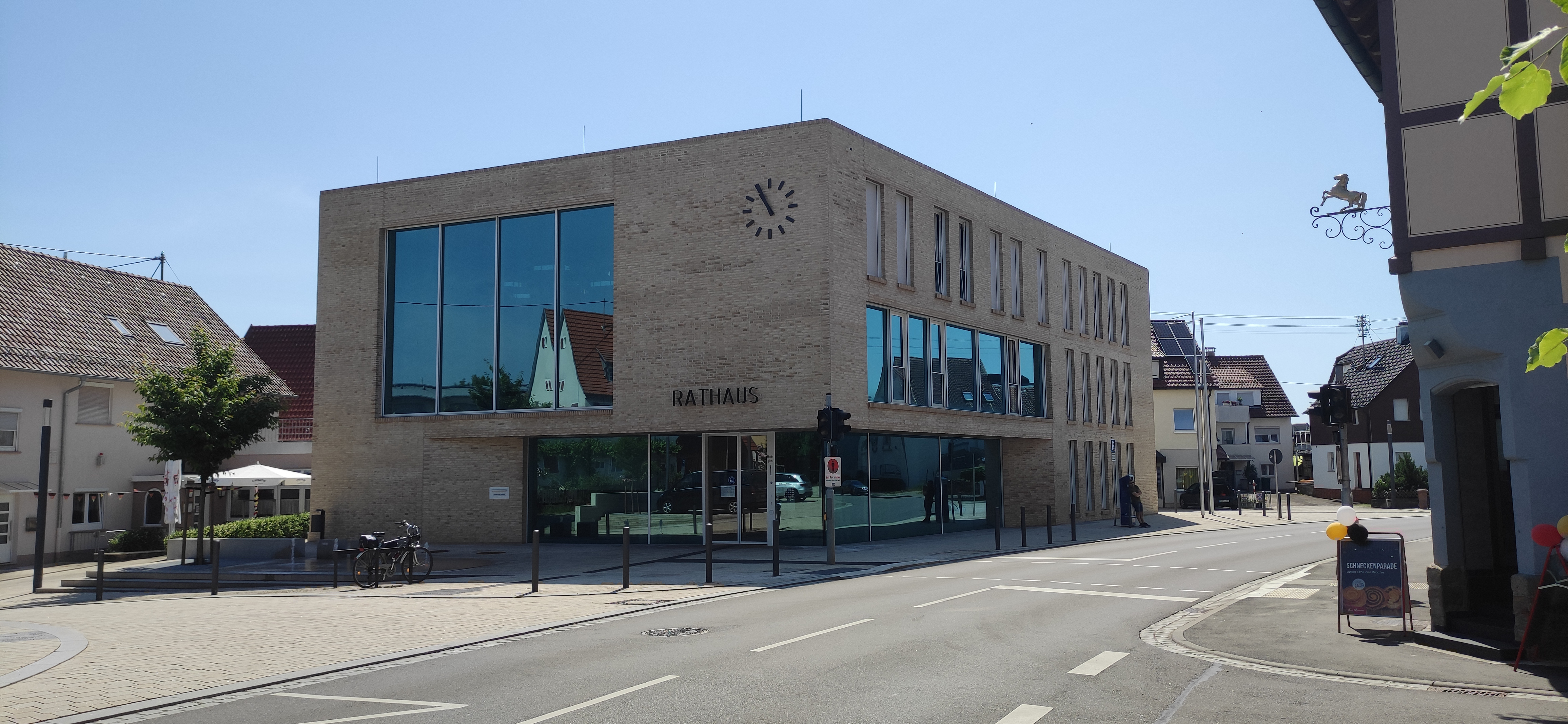
バルトマンスヴァイラーの町役場

### 首長
ジーモン・シュミートは、2015年3月の町長選挙で、3人の対立候補を相手に第1回投票でマルティン・ケーニヒの後任の町長に選出された。ケーニヒは1999年から2015年まで町長を務めた。

### 議会
バルトマンスヴァイラーの町議会は14議席からなる。町議会はこれらの選出された名誉職の議員と、議長を務める町長で構成される。町長は町議会において投票権を有している。

### 紋章
バルトマンスヴァイラーの街の紋章は1979年に認可された。それは、以前のバルトマンスヴァイラーとホーエンゲーレンのそれぞれの紋章を組み合わせたものである。
図柄: 頂部は銀色（白）でその中に3つの段状になって、両端にまで広がる青い山が描かれている。その下の主部は金地（黄色）で青い円と銀色（白）の十字が重なり合っている。その下に青いフックがついている。
紋章の由来: 3つの「カイザーベルク」（ホーエンシュタウフェン、レヒベルク、シュトゥーフェン）は、バルトマンスヴァイラーのかつての紋章から採られた。フックのついた円はホーエンゲーレンのかつての紋章から採られたもので、解釈によって鍬の歯がついた鍬車や、巻き取られた糸の糸玉を表すとされる。

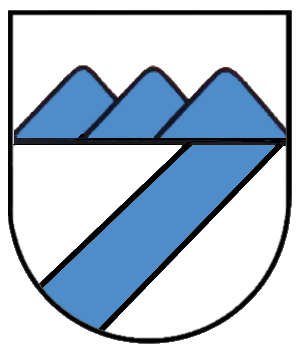
バルトマンスヴァイラーの旧紋章
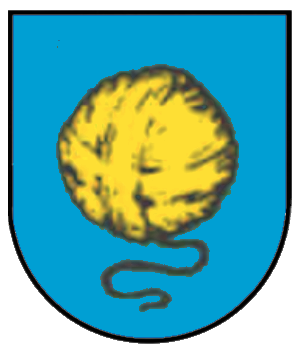
旧ホーエンゲーレンの紋章

## 経済と社会資本

### 地元企業
ホーエンゲーレン地区には、専門書の出版者であるシュナイダー・フェアラークがある。

### 教育
バルトマンスヴァイラーには基礎課程学校が2校ある。
- バルトマンスヴァイラー基礎課程学校、8クラス、約160人の児童が学ぶ。
- ホーエンゲーレン基礎課程学校、7クラス、約130人が学ぶ。

この他にバルトマンスヴァイラーには幼稚園が4園ある。また、バルトマンスヴァイラー町は市民大学も運営している。

### 廃棄物処理
廃棄物処理はエスリンゲン郡の廃棄物処理会社が担当している。

## 文化と見所
バルトマンスヴァイラー町は、年に5回から8回、キャバレー、演劇、コンサート、移動映画といった文化行事をバルトマンスヴァイラー文化センターで開催している。文化センターにはバーを備えたホワイエがあり、式典会場には120人まで収容することができる。この他に300人から500人収容の大ホールがある。
旧鳥獣園には1839年まで狩りの館ホーエンゲーレン城があった。この館はアルトバッハ町に買い上げられ、そこで町役場として再建されて1975年までその機能を担っていた。この城館の前にあった2つの池は現在も森の中で、いわゆる「シュレスレスプラッツ」（小城広場）として残っている。この他に、ここからアイヒヴァルト方面に向か森の小径の近くに、高さ約 1 m の、かつて公園を囲んでいた壁の遺構が見られる。かつての監視所も森の端の、バーハへ向かう道沿いにあるが、現在は個人の住居となっている。
バルトマンスヴァイラーには、後期ゴシック様式のヴェストトゥルム教会（福音主義）があり、ホーエンゲーレンにも後期ゴシック様式の教会（福音主義）がある。

## 関連図書
- Rudolf Moser, ed (1851). “Baltmannsweiler”. Beschreibung des Oberamts Schorndorf. Die Württembergischen Oberamtsbeschreibungen 1824–1886. Band 29. Stuttgart: J. B. Müller. pp. 120–123
- Landesarchiv Baden-Württemberg i. V. mit dem Landkreis Esslingen, ed (2009). Der Landkreis Esslingen. Band 1. Ostfildern: Jan Thorbecke Verlag. p. 313. ISBN 978-3-7995-0842-1
- Klaus Merker (1999). Gemeinde Baltmannsweiler und der Evangelischen Kirchengemeinde Baltmannsweiler. ed. Baltmannsweiler 1299–1999. ein Streifzug durch die Ortsgeschichte in Bildern und Anekdoten.